# Număr cardinal
În matematică, numărul cardinal, cardinalul sau puterea reprezintă o generalizare a numerelor naturale folosite pentru măsurarea cardinalității (numerelor de elemente) dintr-o mulțime. Conceptul de cardinal al unei mulțimi a fost introdus de Georg Cantor în 1879. Mulțimile finite au cardinali numere naturale, însă cardinalitatea celor infinite se exprimă prin numere alef. 
Două mulțimi se numesc "echipotente" dacă au același număr de elemente (același cardinal), altfel spus, dacă sunt la fel de bogate în membri.

## Definiție
Două mulțimi A și B se numesc "echipotente" dacă există cel puțin o funcție bijectivă {\displaystyle f:A\to B}. Relația de echipotență satisface proprietățile unei relații de echivalență.
Numim "număr cardinal" clasa tuturor mulțimilor echipotente cu o mulțime dată.
Dacă două mulțimi sunt echipotente se mai spune că "au același cardinal" sau "au tot atâtea elemente".
Cardinalul unei mulțimi B se notează punând mulțimea între bare verticale, de exemplu {\displaystyle |}B{\displaystyle |}.

## Cardinale finite și infinite
Prin definiție, o mulțime este numită infinită dacă este echipotentă cu o submulțime strictă a sa. O mulțime ce nu este infinită se numește finită.
De exemplu, pentru mulțimea numerelor naturale avem funcția bijectivă {\displaystyle f:\mathbb {N} \to \mathbb {N} \setminus \{0\}} dată prin {\displaystyle f(x)=x+1}, de unde rezultă că {\displaystyle \mathbb {N} } este echipotentă cu submulțimea strictă {\displaystyle \mathbb {N} \setminus \{0\}}. Prin urmare, mulțimea numerelor naturale este infinită.
În cazul mulțimilor infinite, ale căror elemente nu se pot număra din motive evidente, în loc de "număr de elemente" se preferă denumirea "cardinalitate", luată în sensul de bogăție a elementelor sale.

### Mulțimi finite
Orice mulțime finită este echipotentă cu o mulțime de numere naturale de forma {\displaystyle \{1,2,3,\ldots ,n\}}. Se spune că o astfel de mulțime are cardinalul n.
O mulțime finită poate avea și un singur element (mulțime singleton) sau zero membri (nici un membru). O mulțime cu zero elemente este denumită mulțimea vidă (sau mulțimea nulă) și este reprezentată prin simbolul {\displaystyle \emptyset }. Mulțimea vidă are cardinalul 0.
De exemplu, mulțimea {\displaystyle A} a tuturor pătratelor cu trei laturi are 0 membri, și astfel {\displaystyle A=\emptyset }. La fel ca și numărul 0, mulțimea vidă, deși aparent trivială, este foarte importantă în matematică, corespunzând numărului zero, element neutru în operația de adunare și element absorbant pentru operația aritmetică și algebrică de înmulțire. Mulțimea vidă este element neutru pentru operația de reuniune a mulțimilor și element absorbant pentru operația de intersecție a mulțimilor. 
Astfel, mulțimea {\displaystyle A} a tuturor pătratelor cu trei laturi are același număr de membri (același cardinal) cu mulțimea {\displaystyle B} a tuturor zebrelor de pe lună, anume fiecare din ele are câte 0 membri, astfel fiind ambele noțiuni vide, primul exemplu o noțiune logic- vidă prin definiție iar al doilea exemplu o noțiune empiric-vidă prin lipsa condițiilor pe Lună pentru existența unor animale sau plante.

### Mulțimi infinite
O mulțime poate avea un număr nesfârșit de mare de membri; de exemplu, mulțimea tuturor punctelor geometrice (idealizate) de pe o linie dreaptă (idealizată și ea); mulțimea tuturor numerelor iraționale. Deoarece orice încercare de a număra membrii unei mulțimi infinite nu s-ar sfârși vreodată, pentru mulțimile infinite e nevoie de altă definiție a cardinalității, cu scopul de a putea la nevoie compara între ele și mulțimile infinite (cu privire la bogăția de membri). 
Mulțimile infinite pot avea mai multe cardinalități, diferite între ele. Cu alte cuvinte, în privința bogăției lor de membri, există mai multe soiuri de mulțimi infinite (de infinituri), anume unele mai bogate și altele mai puțin bogate în membri. Această proprietate poate părea surprinzătoare sau contraintuitivă.
Mulțimile infinite pot fi numărabile sau nenumărabile. Mulțimile nenumărabile pot fi mărginite sau nemărginite. Proprietatea surprinzătoare menționată mai sus se datorează impresiei că o mulțime nenumărabilă și mărginită, de exemplu un interval numeric închis, este într-un anumit sens, finit, astfel producând o neconcordanță la nivel intuitiv cu infinitatea acestei mulțimi.

### Mulțimi numărabile
O mulțime echipotentă cu mulțimea numerelor naturale se numește „mulțime numărabilă”. Cardinalul unei mulțimi numărabile este un număr alef și se notează cu {\displaystyle \aleph _{0}}, care se citește „alef zero”, alef fiind prima literă din alfabetul ebraic (în lucrările mai vechi se nota cu un {\displaystyle {\mathfrak {a}}} - "a gotic"). Mulțimea numerelor întregi și mulțimea numerelor raționale sunt mulțimi infinite numărabile.
Prin „mulțime cel mult numărabilă” se înțelege o mulțime care este finită sau numărabilă.
Proprietăți:
- Orice mulțime infinită conține o submulțime numărabilă.
- Orice submulțime a unei mulțimi cel mult numărabilă este cel mult numărabilă.
- Reuniunea unei familii cel mult numărabile de mulțimi cel mult numărabile este o mulțime cel mult numărabilă.
- Produsul cartezian a două mulțimi numărabile este o mulțime numărabilă. În consecință, produsul cartezian al unui număr finit de mulțimi numărabile este tot o mulțime numărabilă.

### Mulțimi nenumărabile
Există mulțimi infinite nenumărabile. De exemplu, mulțimea numerelor reale este nenumărabilă. 
Cardinalul mulțimii numerelor reale se notează cu {\displaystyle {\mathfrak {c}}} și se numește „puterea continuului”. Poate fi notat și cu {\displaystyle 2^{\aleph _{0}}}, deoarece {\displaystyle \mathbb {R} } este echipotent cu {\displaystyle \{0,1\}^{\mathbb {N} }} (mulțimea submulțimilor mulțimii numerelor naturale). Următoarele mulțimi au cardinalul {\displaystyle {\mathfrak {c}}}:
- orice interval (netrivial) al mulțimii numerelor reale
- mulțimea numerelor complexe {\displaystyle \mathbb {C} }
- {\displaystyle \mathbb {R} ^{n}}, pentru orice {\displaystyle n\in \mathbb {N} ^{*}}
- mulțimea submulțimilor mulțimii numerelor naturale.

## Compararea cardinalelor
O mulțime A se spune că are cardinal mai mic sau egal cu mulțimea B dacă A este echipotentă cu o submulțime a lui B. 
Se poate arăta că dacă A este echipotentă cu o submulțime a lui B și B este echipotentă cu o submulțime a lui A, atunci A și B sunt echipotente. Pe baza lemei lui Zorn, se poate arăta că pentru orice două mulțimi A și B cel puțin una dintre ele are cardinalul mai mic sau egal cu cardinalul celeilalte. Ca urmare, există o ordine totală între cardinale.
Pentru compararea cardinalităților ale 2 mulțimi infinite, în loc de a încerca să se numere întâi separat membrii lor și apoi să se compare rezultatele, se folosește metoda "împerecherii" membrilor lor: se cercetează dacă poate fi găsită măcar o singură corespondență biunivocă între cele 2 mulțimi atunci când ele se iau membru cu membru (altfel spus, dacă există o "funcție bijectivă" sau o bijecție între cele 2 mulțimi), sau dacă nu cumva în una din cele 2 mulțimi de comparat, după orice încercare de "împerechere" pe baza unei reguli, rămâne totuși întotdeauna un surplus de membri ne-împerecheați. În acest caz mulțimea cu surplusul are un cardinal (o putere) mai mare decât cardinalul (puterea) celeilalte.
Au fost dovedite următoarele proprietăți neașteptete ale mulțimilor infinite:
- Există o cea mai "mică" mulțime infinită, adică având cea mai mică putere sau număr cardinal posibil. Este vorba de orice parte infinită din mulțimea numerelor naturale. Cardinalitatea ei se notează cu {\displaystyle \aleph _{0}}, care se citește "alef zero", {\displaystyle \aleph } (alef) fiind prima literă din alfabetul ebraic. Astfel de mulțimi se numesc "numărabile", deoarece sunt echipotente cu mulțimea numerelor naturale 1, 2, 3,... . Membrii lor nu se pot număra unul câte unul până la ultimul, ele fiind infinite. Reunind 2 mulțimi infinite de putere {\displaystyle \aleph _{0}}, rezultă o mulțime infinită tot de putere {\displaystyle \aleph _{0}} (deși simțurile noastre ne spun că rezultatul ar trebui să aibă o putere mai mare - mai mulți membri - decât fiecare din părțile constituente). Exemple concrete de mulțimi infinite cu cardinalitatea {\displaystyle \aleph _{0}}: toate numerele prime; toate numerele impare; toate numerele raționale.
- O mulțime infinită cu puterea mai mare decât {\displaystyle \aleph _{0}} este de exemplu mulțimea punctelor de pe o linie, sau și mulțimea punctelor dintr-un patrat, aceste două mulțimi fiind echipotente. Puterea lor se notează cu litera {\displaystyle \aleph } (alef) sau și cu un {\displaystyle {\mathfrak {c}}} (c gotic). Această notație provine de la cuvântul latin "continuum". Astfel de mulțimi se mai numesc și "de puterea continuului". Alt exemplu de mulțime infinită cu cardinalitatea {\displaystyle {\mathfrak {c}}}: mulțimea numerelor reale.
- În cadrul sistemului de axiome Zermelo-Fraenkel-Choice (ZFC), care este foarte bine încetățenit, s-a dovedit că nu se poate deduce dacă există sau nu mulțimi cu puterea situată între {\displaystyle \aleph _{0}} și {\displaystyle {\mathfrak {c}}}. Altfel spus, sunt permise ambele afirmații (desigur nu în cadrul aceluiași sistem consistent): atât ipoteza continuului, cât și contrara acesteia.
- Puterea care urmează după {\displaystyle {\mathfrak {c}}} o are de exemplu mulțimea tuturor funcțiilor care se pot defini pe o mulțime de putere {\displaystyle {\mathfrak {c}}}. Această putere se notează cu {\displaystyle {\mathfrak {f}}} (f gotic).
- O putere și mai mare o are mulțimea tuturor funcțiilor care se pot defini pe o mulțime de putere {\displaystyle {\mathfrak {f}}}.
- În felul acesta se pot construi (mental) mulțimi infinite cu puteri din ce în ce mai mari, fără o limită superioară, fiind vorba deci de infinit de feluri de infinituri (cu privire la bogăția membrilor).

## Cardinalul mulțimilor obținute prin reuniune
Cardinalul reuniunii a două sau mai multe mulțimi disjuncte este o sumă a numerelor cardinale ale fiecărui mulțimi.

## Cercetări recente
Cercetările cele mai recente încearcă să găsească o nouă axiomă, independentă de ZFC, și care, adăugată la sistemul ZFC, rezolvă problemele actuale legate de ipoteza continuului. Lucrul acesta este dificil, deoarece axioma căutată trebuie să îndeplinească mai multe condiții:
- să nu conducă la contradicții cu ZFC
- să fie independentă de ZFC (să nu decurgă din ZFC)
- să corespundă cu "maximalismul ontologic"
- să "stabilizeze" teoria mulțimilor (infinite)
- ca orice axiomă, să descrie un fapt simplu (elementar), care nu se poate dovedi, dar nici nu trebuie dovedit deoarece corespunde intuiției omului.

Există deja 2 candidați pentru o astfel de axiomă nouă, numiți unul Projective Determinacy (PD) și celălalt Woodin's Martin's Maximum (WMM). Conform acestora se pare că ipoteza continuului este falsă, deci ar exista o cardinalitate, probabil chiar una singură, situată între {\displaystyle \aleph _{0}} și {\displaystyle {\mathfrak {c}}}.